# Le Cru et le Cuit
Le Cru et le Cuit est un ouvrage de l'ethnologue français Claude Lévi-Strauss publié en 1964. Il s'agit du premier tome des Mythologiques (les trois autres étant  Du miel aux cendres, L'Origine des manières de table et L'Homme nu).
Dans cet ouvrage fondamental, Lévi-Strauss tente de montrer que les qualités purement sensibles et empiriques comme le cru ou le cuit se laissent articuler en un réseau abstrait de relations, souvent binaires, et qui forment un système.

## Résumé
L'auteur y observe notamment que les peuples qui ne connaissent pas la cuisson des aliments n'ont pas de mot pour dire « cuit ». Mais par contrecoup, ils n'ont pas davantage de mot pour dire « cru » puisque le concept même ne peut en être caractérisé.
Lévi-Strauss part du mythe du dénicheur d'oiseaux et tente de montrer comment, à partir de ce mythe et par une série de transformations qu'il s'agira de mettre au jour, on peut établir que l'ensemble des mythes amérindiens forment un système cohérent.
Cela conduit Lévi-Strauss à une remarque importante : pour atteindre le réel, il faut au préalable pouvoir faire abstraction du vécu. La remarque peut prêter à discussion sur le détail (« qu'est-ce que le réel ? »), mais on en voit la ligne directrice : seules des expériences nouvelles permettent de développer de nouveaux paradigmes.

## Transposition au cinéma
Le Cru et le Cuit est également un article de Serge Daney, critique aux Cahiers du cinéma puis à Libération paru dans les Cahiers du cinéma n° 323-324 en mai 1981 dans lequel il applique les notions de cru et de cuit au cinéma, en particulier français. Le documentaire serait cru et la fiction cuite ? Il évoque à nouveau cette pensée culinaire dans un entretien avec Philippe Roger : « Pas surpris qu’entre le cru et le cuit, la guerre continue. Une guerre culinaire (nous sommes en France) où, face à la crudité-naturalisme (Renoir), la crudité-impressionnisme (Bresson) ou la crudité-art moderne (Godard), on retrouve le mijoté à la Tavernier ou le frichti Berri. ».